# Мяхново
Мяхново — деревня в Смоленской области России, в Сафоновском районе. Население — 14 жителей (2007 год) . Расположена в центральной части области в 10 км к востоку от города Сафонова, в 6 км южнее автодороги М1 «Беларусь», на правом берегу Днепра. В 3 км к северо-востоку от деревни железнодорожная станция 300-й км на линии Москва — Минск. Входит в состав Дуровского сельского поселения.

## История
В годы Великой Отечественной войны деревня была оккупирована гитлеровскими войсками в сентябре 1941 года, освобождена в 1943 году.

## Достопримечательности
- Селище середины первого тысячелетия нашей эры недалеко от деревни [3].